# São Roque do Canaã
São Roque do Canaã là một đô thị thuộc bang Espírito Santo, Brasil. Đô thị này có diện tích 342,395 km², dân số năm 2007 là 10276 người, mật độ 30,01 người/km².